# Marija Dmitrijewna Dostojewskaja
Marija Dmitrijewna Dostojewskaja (russisch Мария Дмитриевна Достоевская, wiss. Transliteration Marija Dmitrievna Dostoevskaja; * 1. September 1824 in Taganrog, Russisches Kaiserreich; † 15. April 1864 in Moskau), geb. Constant (Констант), verwitwete Issajewna (Исаева), war die erste Ehefrau des russischen Schriftstellers Fjodor Michailowitsch Dostojewski.

## Leben
Marija Dmitrijewna Constant war die Enkelin eines Franzosen, der während der Französischen Revolution aus seiner Heimat hatte fliehen müssen. In erster Ehe war sie mit dem Beamten Alexander Iwanowitsch Issajew verheiratet. 1847 wurde ein Sohn Pawel geboren. Marija war belesen, gebildet und begabt, litt aber an Tuberkulose; Issajew war Alkoholiker und die Familie lebte in Armut. Einige von Issajews Charakterzügen hat Dostojewski später für die Figur des Marmeladow in Schuld und Sühne verwendet.
Dostojewski lernte die Familie im Frühjahr 1854 in Semipalatinsk kennen, wo er nach seiner Freilassung aus dem Omsker Straflager seinen Militärdienst leistete. Er besuchte die Issajews regelmäßig in ihrem Haus und unterrichtete den Sohn. Im Mai 1855 verließen die Issajews Semipalatinsk, weil Alexander eine Anstellung in Kusnezk fand. Marija und Dostojewski blieben über Briefe in Kontakt. Im August 1855 schrieb sie ihm, dass ihr Mann gestorben war und sie verschuldet zurückgelassen hatte. Dostojewskis Heiratsanträge wies sie zunächst zurück und zog ihm einen anderen Bewerber, den Schullehrer Nikolai Wergunow, vor. Im November 1856 – Dostojewski hatte sich inzwischen erfolgreich um eine Beförderung zum Offizier bemüht – änderte sie ihre Meinung aber und nahm Dostojewskis Antrag an. Die Trauung fand am 6. Februar 1857 in Kusnezk statt. Der frühere Rivale, Wergunow, war bei dem Anlass anwesend; diese spannungsreiche Situation hat Dostojewski nach Vermutung einiger Forscher Anregungen für die Szene von Fürst Myschkins Heirat in dem Roman Der Idiot geliefert.
Das Paar wollte sich anschließend in Semipalatinsk niederlassen. Auf der 2.800 km weiten Reise übernachteten sie Mitte Februar in Barnaul, wo Dostojewski einen schweren Anfall erlitt und von einem örtlichen Arzt erstmals die Diagnose Epilepsie erhielt. Leichtere Anfälle hatte er seit einigen Jahren schon gehabt. In Semipalatinsk führte das Paar einen bescheidenen Haushalt. Die Ehe war, wie Dostojewski Ende 1858 seinem Bruder Michail schrieb, nicht glücklich und Dostojewski hatte vermehrt epileptische Anfälle. Nachdem er aufgrund seiner verminderten Gesundheit am 18. März 1859 aus dem Militärdienst entlassen wurde, zog das Paar im Juli nach Twer. Dostojewski hatte keine Erlaubnis, in Moskau oder Sankt Petersburg zu wohnen, und litt sehr darunter, von den Zentren des literarischen und intellektuellen Lebens ausgeschlossen zu sein. Das Blatt wendete sich erst, als einflussreiche Freunde sich für ihn einsetzten und eine Petition an Zar Alexander geschickt wurde. Mitte Dezember 1859 konnten Dostojewski und seine Frau sich schließlich doch in Sankt Petersburg niederlassen.
Marijas Gesundheitszustand verschlechterte sich in der Stadt allerdings und im Frühjahr 1863 übersiedelte sie, ohne ihren Mann, ins 900 km entfernte Wladimir. Weil ihre Gesundheit immer weiter verfiel, zog Dostojewski mit ihr im November 1863 schließlich nach Moskau, wo der Mann seiner Schwester Wera, der Arzt Alexander Iwanow, die Kranke behandeln konnte. Doch bereits im folgenden Frühjahr erlag sie ihrem Leiden.
Dostojewski hat Marija, wie in Briefen dokumentiert ist, sehr geliebt und mehrere seiner Romanfiguren ihren Persönlichkeitszügen und Situationen, die er mit ihr erlebt hat, nachempfunden, darunter besonders Marmeladows Frau Katerina Iwanowna in Schuld und Sühne.